# Вејкрос (Џорџија)
Вејкрос (Џорџија) (енгл. Waycross) град је у америчкој савезној држави Џорџија. По попису становништва из 2010. у њему је живело 14.649 становника.

## Демографија
Према попису становништва из 2010. у граду је живело 14.649 становника, што је 684 (4,5%) становника мање него 2000. године.
| Група             | 2000.         | 2010.         |
| Белци             | 6.716 (43,8%) | 5.801 (39,6%) |
| Афроамериканци    | 8.205 (53,5%) | 8.072 (55,1%) |
| Азијати           | 95 (0,6%)     | 117 (0,8%)    |
| Хиспаноамериканци | 210 (1,4%)    | 413 (2,8%)    |
| Укупно            | 15.333        | 14.649        |